# Re:REMEMBER
「Re:REMEMBER」（リリメンバー）は、May'nの楽曲。May'nの10枚目のシングルとして2014年6月18日にFlyingDogから発売された。

## 概要
May'nのシングルとしては前作「今日に恋色」から半年ぶりのリリースとなる。
DVD付限定盤（VTZL-81）と通常盤（VTCL-35184）の2種リリースで、限定盤には本曲のPVを収録したDVDが同梱されている。
2曲目「誰がために」は、テレビアニメ『M3〜ソノ黒キ鋼〜』のオープニングテーマ候補だった曲。葛藤する思いをより強く歌っているという。
3曲目「カタツムリ」は、台湾の歌手周杰倫のヒットソング「蝸牛」の日本語カバー曲。周杰倫の楽曲の中でも特に好きな1曲で、10年目を迎えた今の自分にぴったりな歌だと思ったという。

## シングル収録曲
| #         | タイトル                        | 作詞      | 作曲      | 編曲      | 編曲      | 時間  |
| --------- | ------------------------------- | --------- | --------- | --------- | --------- | ----- |
| 1.        | 「Re:REMEMBER」                 | 藤林聖子  | NAOKI-T   |           | NAOKI-T   | 4:23  |
| 2.        | 「誰がために」                  | 藤林聖子  | NAOKI-T   |           | NAOKI-T   | 3:50  |
| 3.        | 「カタツムリ」                  | Jay Chou  | Jay Chou  |           | NAOKI-T   | 3:45  |
| 4.        | 「Re:REMEMBER (without May'n)」 |           |           |           |           | 4:23  |
| 5.        | 「誰がために (without May'n)」  |           |           |           |           | 3:50  |
| 6.        | 「カタツムリ (without May'n)」  |           |           |           |           | 3:38  |
| 合計時間: | 合計時間:                       | 合計時間: | 合計時間: | 合計時間: | 合計時間: | 23:50 |

| #  | タイトル                     | 作詞 | 作曲・編曲 |
| -- | ---------------------------- | ---- | ---------- |
| 1. | 「Re:REMEMBER」(music video) |      |            |

## チャート
| チャート（2014年） | 最高位 |
| ------------------ | ------ |
| オリコン           | 24     |